# 宮村三多
宮村 三多（みやむら さんた、1857年1月1日（安政3年12月6日）- 1908年（明治41年）2月2日）は、明治期の教育者、実業家、政治家。衆議院議員。

## 経歴
豊前国下毛郡、のちの大分県下毛郡中津町（現中津市）で生まれる。藩儒・橋本塩巌に師事し漢籍を修めた。さらに中津市学校で英学、数学、法学、経済学を学んだ。千葉県中学校（現千葉県立千葉中学校・高等学校）助教諭を経て、同県成田英漢義塾（現成田高等学校・付属中学校）長に就任した。
帰郷して1877年（明治10年）亦一社を設立して自由民権運動に加わり、1879年（明治12年）国会開設請願運動を展開し、翌年元老院に提出した。亦一社の解散後、大分県下毛郡視学に就任。1891年（明治24年）反改進派として大分県会議員に選出され、同参事会員も務め、1899年（明治32年）豊国同志倶楽部の結成に際して元田肇の指名で筆頭幹事に就任。その後、元田と別れて帝国党に加わった。
1902年（明治35年）8月、第7回衆議院議員総選挙（大分県郡部、帝国党）で初当選し、1903年（明治36年）3月の第8回総選挙でも再選され、衆議院議員に連続2期在任した。1901年（明治34年）から対露強硬論を主張したが、日露戦争開戦直後の第9回総選挙で落選した。
その後、実業界に転じ、中津米穀取引所理事長、中津紡績取締役、大分鉄道期成会幹事、中津貯金銀行取締役、中津共立銀行監査役などを務めた。

## 国政選挙歴
- 第1回衆議院議員総選挙（大分県第6区、1890年7月、自由党）次点落選[6]
- 第2回衆議院議員総選挙（大分県第6区、1892年2月、自由党）落選[6]
- 第3回衆議院議員総選挙（大分県第6区、1894年3月、自由党）次点落選[6]
- 第4回衆議院議員総選挙（大分県第6区、1894年9月、自由党）次点落選[7]
- 第7回衆議院議員総選挙（大分県郡部、1902年8月、帝国党）当選[5]
- 第8回衆議院議員総選挙（大分県郡部、1903年3月、帝国党）当選[5]
- 第9回衆議院議員総選挙（大分県郡部、1904年3月、帝国党）次点落選[5]